# Visoko
Visoko (serbokroatisch-kyrillisch Високо; deutsch veraltet Wissoko) ist eine Stadt im Kanton Zenica-Doboj in Bosnien und Herzegowina. Sie liegt an der Mündung des Flusses Fojnica in die Bosna ungefähr 25 Kilometer nordwestlich von Sarajevo.
Die Gemeinde (općina) umfasst ein Gebiet von 232 km² und hat etwa 41.000 Einwohner. Bei der Volkszählung 1991 umfasste die Gemeinde Visoko 44.130 Einwohner. In der Stadt selbst wohnten 14.140 Personen. Heute wird die Einwohnerzahl der Stadt auf rund 17.000 geschätzt.

## Geschichte
Beim Ortsteil Okolište (6 km nördl. des Ortskerns von Visoko) wurde durch mehrere Ausgrabungen zwischen 1966 und 2008 eine Siedlung der jungsteinzeitlichen Butmir-Kultur dokumentiert und ihre Siedlungsgeschichte über 500 Jahre (5200 bis 4700 v. Chr.) nachvollzogen.
Im Mittelalter war Visoko der Sitz der bosnischen Bane und Könige. In der Umgebung der Stadt befinden sich die Überreste der Klosterkirche Mile, in der einige bosnische Könige gekrönt wurden (siehe Tvrtko I.#Königtum). Jüngere archäologische Ausgrabungen zeigen Reste einer romanischen Kirche (Roseta), die auf dem Stadtberg (Visočica) Teil der Stadtmauer war. 1885 hatte die Stadt eine griechisch-orientalische Kirche, 13 Moscheen, ein Bezirksgericht und 4994 meist bosniakische Einwohner. Visoko war früher einer der hervorragendsten Handelsplätze Bosniens und hatte eine lebhafte Tabak- und Lederindustrie.

### Galerie

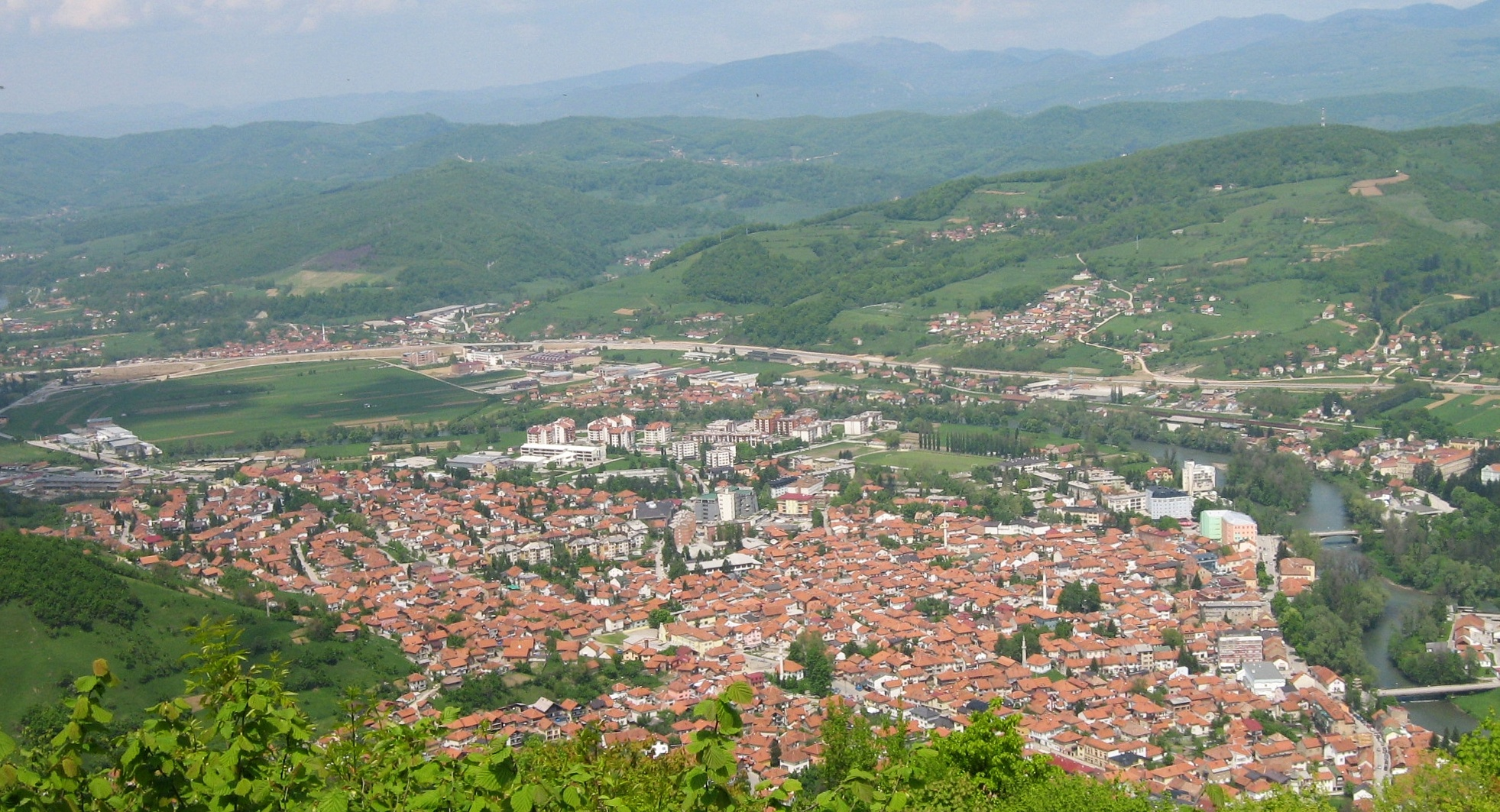
Visoko vom Berg Visočica
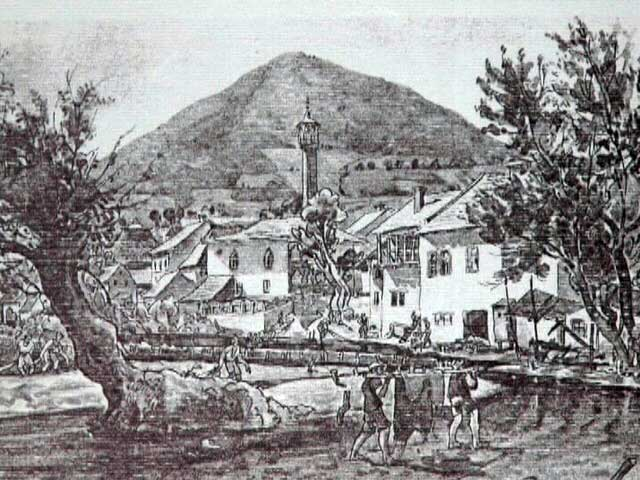
Illustration von Visoko
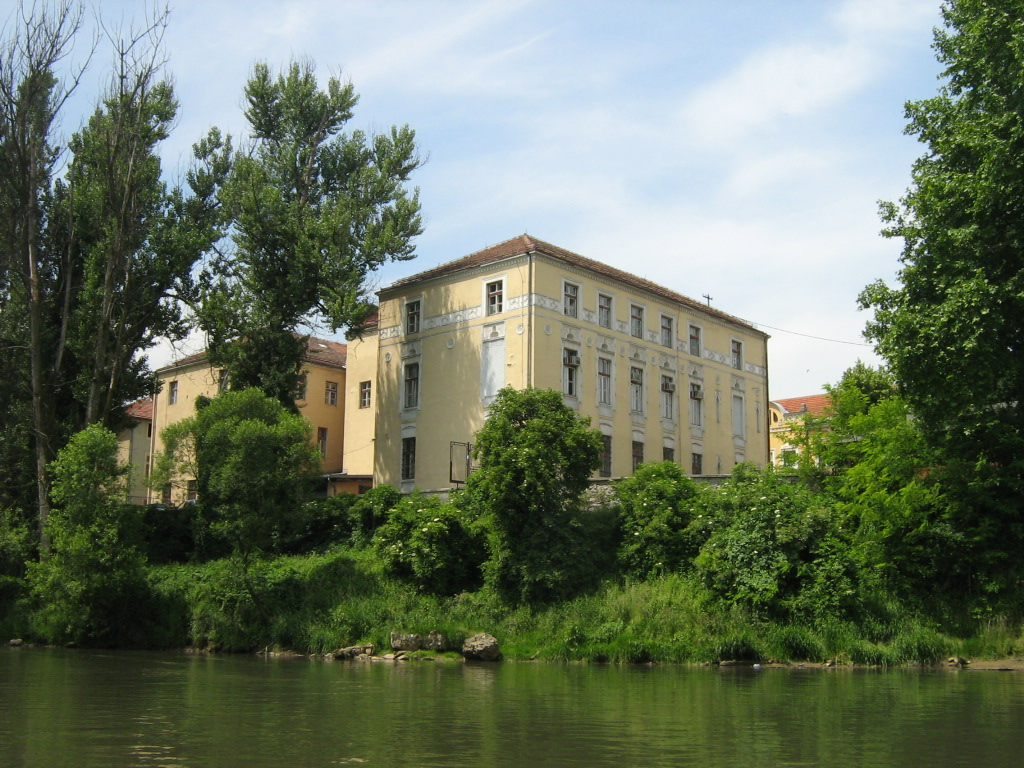
Während der Herrschaft Österreich-Ungarns im „neo-maurischen“ Stil errichtetes Gebäude
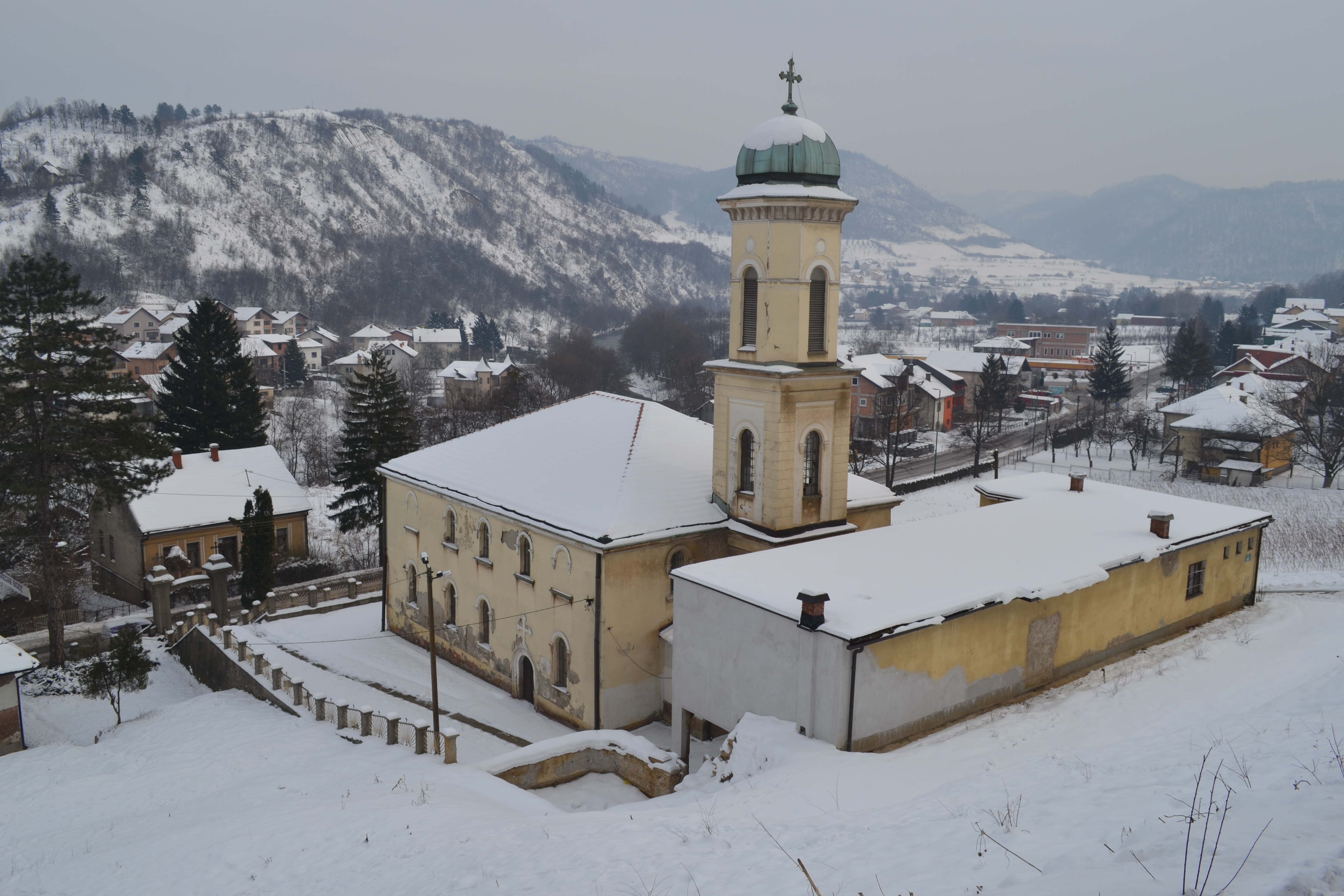
Serbisch-orthodoxe Kirche des Hl. Großmärtyrers Prokopios
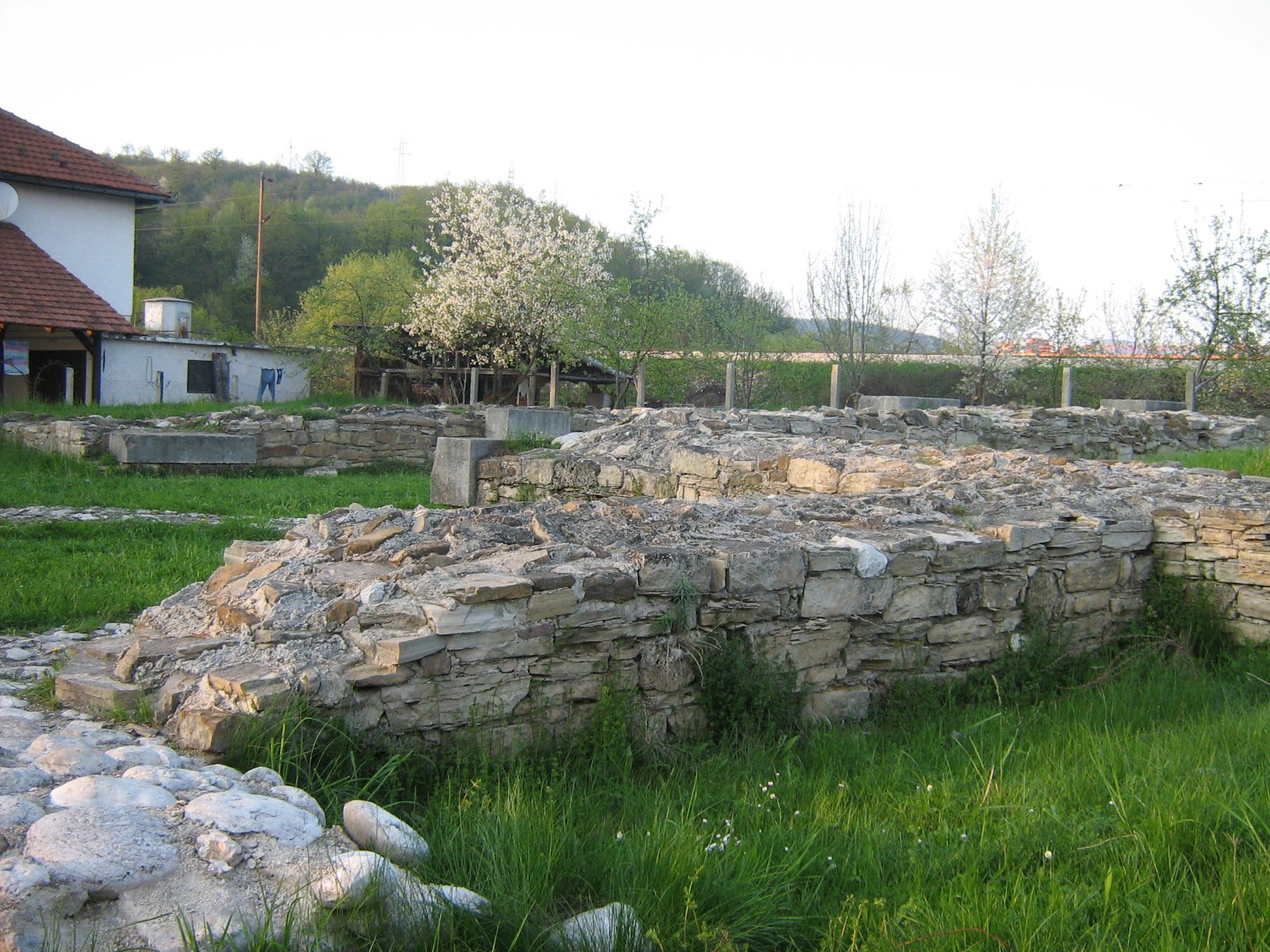
Überreste der Kirche in Mile, vermuteter Krönungsort von Tvrtko I.

## Sehenswürdigkeiten
Zu den bekannten Bauwerken der Stadt gehören die Hadži-Ibrahim-Moschee und die Weiße Moschee (Bijela džamija oder auch Serefudinova džamija), 1980 von Zlatko Ugljen erbaut, sowie die Franziskanerschule, 1905 von Ivan Holz gebaut.
Seit 2005 verbreitet der bosnische Bauunternehmer und Autor Semir Osmanagić, der nahe gelegene Berg Visočica sei in Wirklichkeit ein von Menschen geschaffenes Bauwerk. Diese sogenannte „Bosnische Pyramide“ ist bereits zu einer regionalen Attraktion geworden und sorgte für die Entwicklung einer regionalen Tourismusindustrie  in begrenztem Rahmen.

## Wirtschaft und Infrastruktur
Visoko liegt an der Bahnstrecke Šamac–Sarajevo der Željeznice Federacije Bosne i Hercegovine (ŽFBH). 1882 wurde mit der Eröffnung der Bosnabahn die Stadt ans Eisenbahnnetz angeschlossen. 1947 bauten die Jugoslawischen Staatsbahnen den Abschnitt Sarajevo–Doboj der Bosnabahn auf Normalspur um und verlängerten die Strecke nach Bosanski Šamac. Visoko ist Sitz des Automobilzulieferers Prevent BH.
Im Ortsteil Donje Moštre befindet sich der stärkste Rundfunksender Bosnien-Herzegowinas.

## Sport
Der im Ort ansässige Fußballverein NK Bosna Visoko errang 1999 im Bosnischen Fußballpokalwettbewerb den Pokalsieg. Die bosnische Fußballnationalspielerin Lidija Kuliš wurde in Visoko geboren.

## Persönlichkeiten
- Amar Konjičanin, Handballschiedsrichter
- Dino Konjičanin, Handballschiedsrichter
- Lidija Kuliš (* 1992), Fußballspielerin
- Nedim Buza (* 1995), Basketballspieler

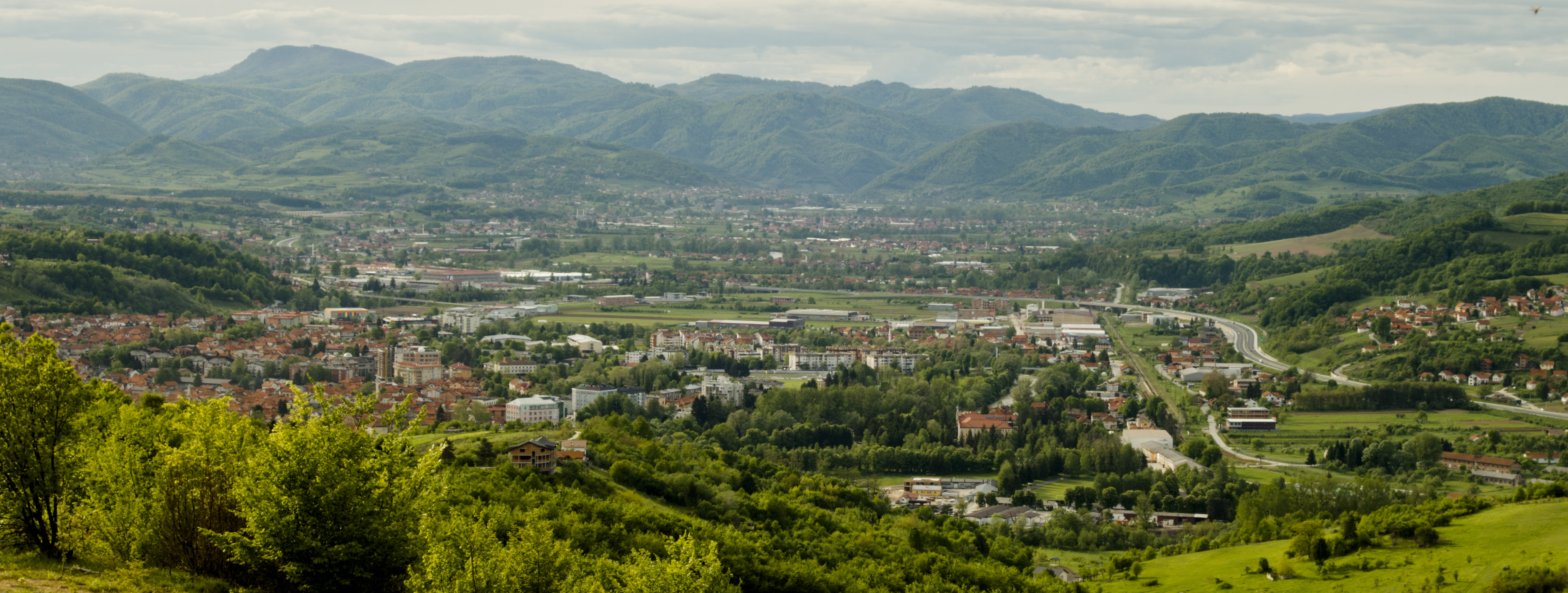
Blick über Stadt und Umgebung

- Elvedina Muzaferija (* 1999), Skirennläuferin
- Džana Pinjo (* 1982), Schauspielerin
- Matrakçı Nasuh (* 1480), Miniaturmaler